# オペラ＝コミック座

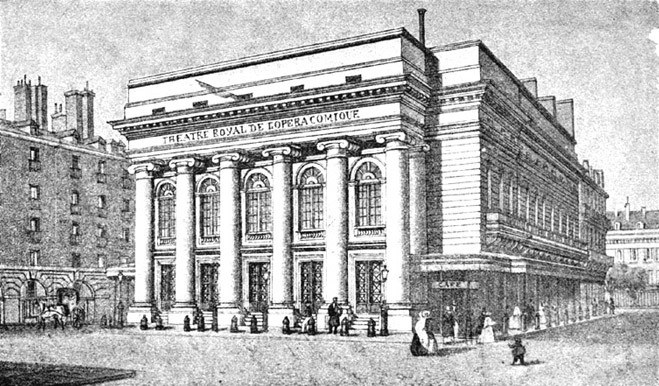
オペラ＝コミック座が、1840年から1887年まで本拠とした、第2代サル・ファヴァール

オペラ＝コミック座（Théâtre national de l'Opéra-Comique）は、パリの劇団名または劇場名である。劇場は、パリ・オペラ座の東400m、パリ2区ファヴァール通り5番地及びマリヴォ通り界隈ボイエルデュー広場（Place Boieldieu, entre les rues de Marivaux et Favart.）に建つ。2005年1月、国立となった。

## 歴史
17世紀末、ルイ14世治下のパリでは、オペラ座が1671年に、コメディ・フランセーズが1680年に王立化され、貴顕の淑女紳士を集めていた一方、季節の交易市場では旅芸人たちが庶民の喝采を浴びていた。

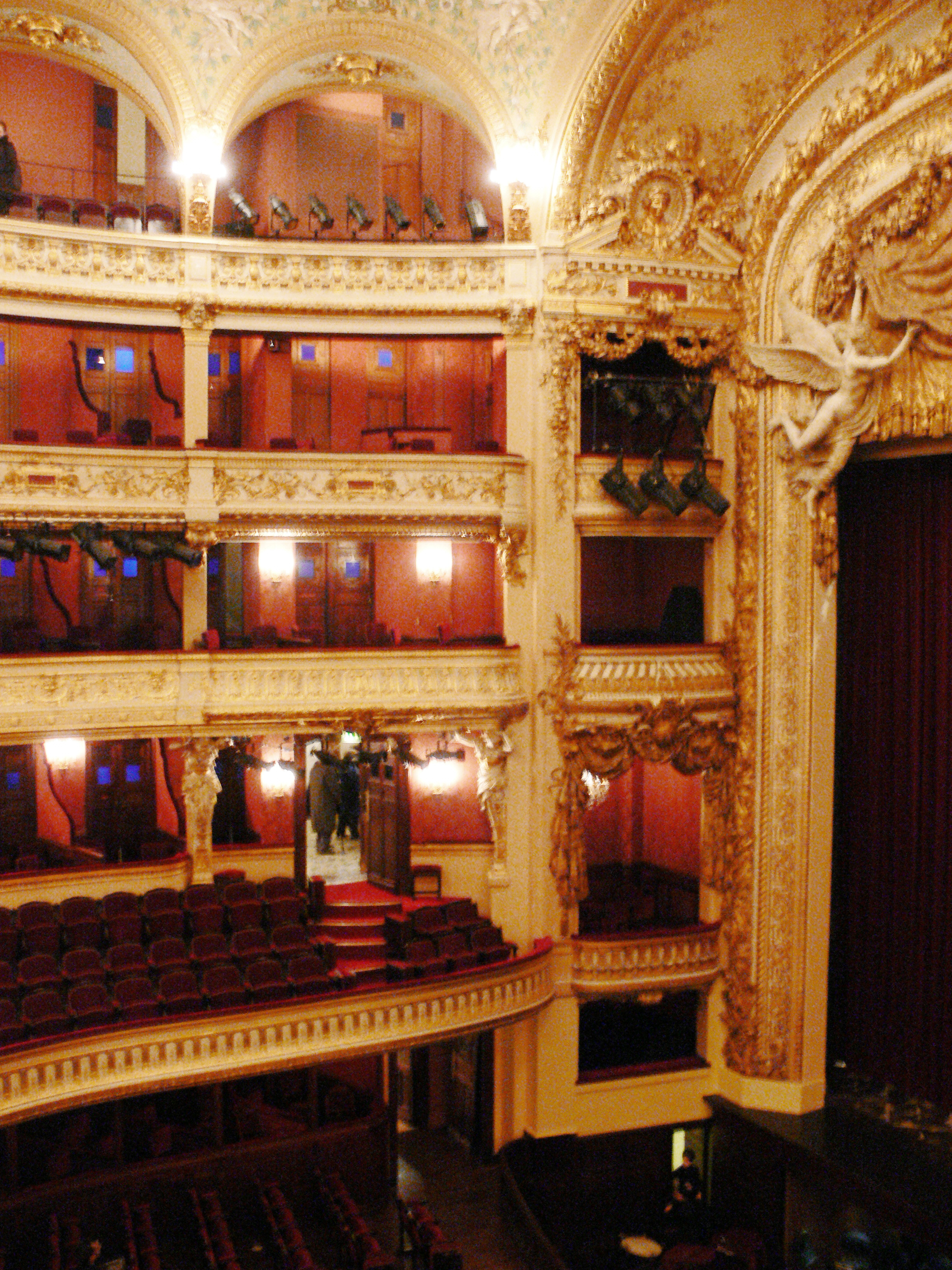
La troisième salle Favart en 2008

1709年、小屋の仮設が禁じられ、サン・ジェルマン市場（La foire Saint-Germain）に劇場が建ち、1714年12月26日、『オペラ＝コミック座』を名乗る劇団ができた。同市場は現在のパリ6区サンジェルマン・デ・プレ界隈、サン・ジェルマン修道院（Abbaye de Saint-Germain-des-Prés）の近くに、12世紀末から開かれていた交易市である。
発足当初の経営難で座は、1719年と1722年のシーズンを休み、また王立の座からの圧力で、1745年から1751年まで休場させられた。この時期の支配人はジャン・モネ（Jean Monnet）であったが、1758年、台本作家のシャルル・シモン・ファヴァール（Charles-Simon Favart）に代わった。
1762年2月3日、オペラ＝コミック座はオテル・ド・ブルゴーニュ（Hôtel de Bourgogne）劇場にいたコメディ・イタリエンヌ（旧Comédie-Italienne）と合併した。オテル・ド・ブルゴーニュは現在のポンピドゥー・センターの西北、500mにあった。そして1783年4月28日、現在地に劇場を建てて常打ち小屋とし、『サル・ファヴァール』と称した。建設時の呼称が『テアトル・イタリアン（Théâtre italien） 』であったことから、劇場の北の街路が「イタリアン大通り」と呼ばれた。
これらの時期、次項の台本作者・作曲家らが、同座に関係した。
フランス革命後の1801年、新興のフェイドー劇場（Théâtre Feydeau）と合併し、1840年までサル・ファヴァールを離れて、フェイドー劇場、サル・ヴァンタドール（Salle Ventadour）、ヌーヴォーテ劇場（Théâtre des Nouveautés）で公演した。その間の1820年から翌年まで、オペラ座がサル・ファヴァールに仮に移った。
1807年、ナポレオンの帝国政府は、オペラ座はレチタティーヴォを用いる伝統的なグランド・オペラ、オペラ＝コミック座は台詞入りで軽い、いわゆるオペラ・コミック、とそれぞれの演目を分けた。
1838年と1887年に2度焼失し、アルベール・カレ（Albert Carré）支配人の下、1898年に定員1750の現在の建物が、以前のおもかげを保って完成した。ちなみに、1875年竣工のオペラ座の定員は2167である。カレは、1898年 - 1913年と1918年 - 1925年の2度にわたり支配人を務めた。

この19世紀後半から20世紀にかけ、オペラ＝コミック座は下記の〔初演の記録（抄）〕に見るように、多くの初演をした。それらは年とともに、『コミカル』なオペラばかりでなくなり、またグルック、モーツァルト、ワーグナーなどグランド・オペラも上演し、オペラ座との仲が波立った。

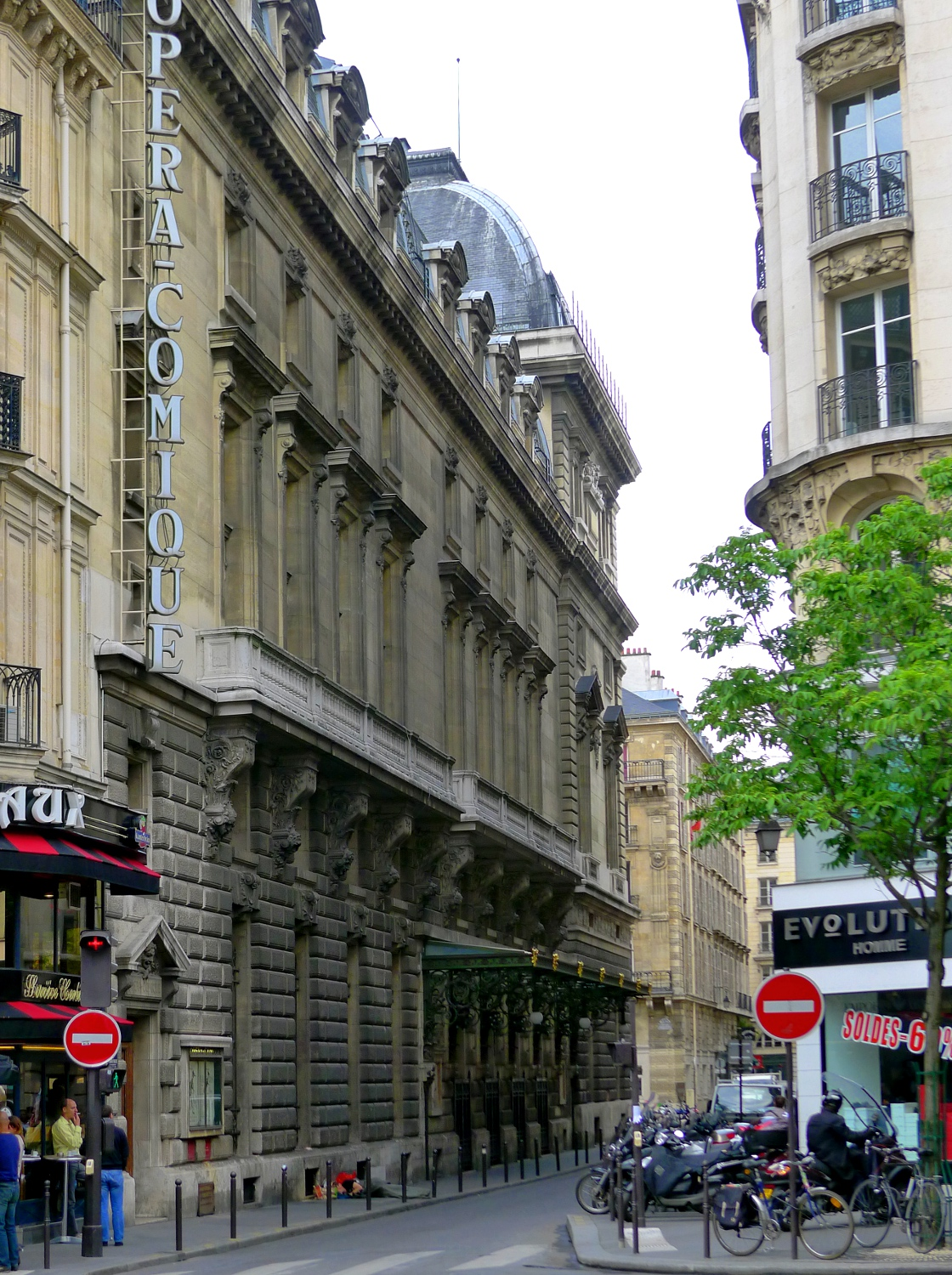
Rue de Marivaux vue du boulevard des Italiens

1939年1月14日の政令で、オペラ座とオペラ＝コミック座とは国立オペラ劇場連合（RTLN）の傘下に入り、RTLNの支配人が両劇場を監督する定めとなった。翌年からのナチスによる占領下では、RTLNはヴィシー政権に管轄された。
下って1972年、RTLNは、赤字が蓄積したオペラ＝コミック座を閉鎖し、サル・ファヴァールはいったん、若年層教育のための『オペラ・ステュディオ』となった。この時点で管弦楽団ほかのカンパニーは消滅する。1976年のシーズンからは、サル・ファヴァールはオペラ座制作のオペラを上演すると変わり、ようやく1982年、オペラ＝コミック座は1939年以前の自主性を取り戻した。
2005年1月、オペラ＝コミック座は、国立オペラ＝コミック劇場（Théâtre national de l'Opéra-Comique）となった。

## 18世紀ごろの台本作者・作曲家（抄）
- 台本作家
  - ルサージュ（Alain-René Lesage）（1668 - 1747）、『逆転天地』『親しい恋仲』
  - シャルル＝シモン・ファヴァール（1710 - 1792）、『アネットとリュバン』『包囲されたシテール』『イサベルとゲルトルード』
  - ルイ・アンソーム（Louis Anseaume）（1721 - 1784）、『喋る絵』
  - ジャン＝フランソワ・マルモンテル（Jean-François Marmontel）（1723 - 1799）、『ユーロン』『ゼミールとアゾール』
  - ミシェル＝ジャン・スデイヌ（Michel-Jean Sedaine）（1719 - 1797）、『脱走兵』『獅子王リチャード』
- 作曲家
  - ラモー（1683 - 1764）
  - ピエール＝アレクサンドル・モンシニー（Pierre-Alexandre Monsigny）（1729 - 1817）、『脱走兵』『思いも寄らず』
  - フィリドール（1726 - 1795）
  - グレトリ（1741 - 1813）
  - ニコラ・ダレーラク（Nicolas Dalayrac）（1753 - 1809）、『カミーユ』『レオン』

## 初演の記録（抄）
- ウフロジーヌとコラダン（英語版）（ニコラ・メユール）、1790年9月4日
- バグダッドの太守（英語版）（ボワエルデュー）、1800年9月16日
- 兵隊屋敷（Le séjour militaire）（オベール）、1813年2月27日
- 赤ずきん（Le petit chaperon de rouge）（ボワエルデュー）、1818年6月30日
- 転覆した馬車（Les voitures versées、改訂版）（ボワエルデュー）、1820年4月29日
- 楽長（英語版）（フェルディナンド・パエール）、1821年3月29日
- エンマ（Emma, ou La promesse imprudente）（オベール）、1821年7月7日
- 白衣の婦人（ボワエルデュー）、1825年12月10日
- フラ・ディアヴォロ（オベール）、1830年2月28日
- ザンパ（エロルド）、1831年5月3日
- ブランヴィリエ侯爵夫人（英語版）（ボワエルデュー、オベール、エロールほかの共作）、1831年10月3日
- プレ・オ・クレール（エロルド）、1832年12月15日
- ギュスターヴ三世（英語版）（オベール）、1833年2月27日
- 山小屋（英語版）（アダン）、1834年9月25日
- 青銅の馬（フランス語版）（オベール）、1835年3月23日
- 閃光（英語版）（アレヴィ）、1835年3月28日
- ロンジュモーの御者（アダン）、1836年
- 黒いドミノ（オベール）、1837年12月2日
- 連隊の娘（ドニゼッティ)、1840年2月11日
- ザネッタ（Zanetta, ou Jouer avec le feu）（オベール）、1840年5月18日
- ファウストの劫罰（ベルリオーズ）、1846年12月6日
- エイデ（フランス語版、英語版）（オベール）、1847年12月28日
- ル・カイド（英語版）（トマ）、1849年1月3日
- 夏の夜の夢（英語版）（トマ）、1850年4月20日
- 北極星（マイアベーア）、1854年2月16日
- マノン・レスコー（オベール）、1856年2月23日
- ディノラ（マイアベーア）、1859年4月4日
- リータ（英語版）（ドニゼッティ）、1860年5月7日
- ララ・ルーク（英語版）（フェリシアン・ダヴィッド）、1862年5月12日
- ミニョン（トマ）、1866年11月17日
- カルメン（ビゼー）、1875年3月3日
- ホフマン物語（オッフェンバック）、1881年2月10日
- ラクメ（ドリーブ）、1883年4月14日
- マノン（マスネ）、1884年1月19日
- いやいやながらの王様（エマニュエル・シャブリエ）、1887年5月18日
- イスの王様（ラロ）、1888年5月6日
- エスクラルモンド（英語版）（マスネ）、1889年5月15日
- 法曹団（英語版）（メサジェ）、1890年5月30日
- アルマンタルの騎士（英語版）（メサジェ）、1896年5月5日
- フェルヴァール（英語版）（ダンディ）、1897年
- サンドリヨン（マスネ）、1899年4月26日
- 白鳥（Le Cygne）（ルコック）1899年
- ルイーズ（ギュスターヴ・シャルパンティエ）、1900年2月2日
- ギマールの冒険（Une aventure de la guimard）（メサジェ）、1900年11月8日
- ペレアスとメリザンド（ドビュッシー）、1902年4月30日
- アリアーヌと青ひげ（デュカス）、1907年5月10日
- フォルテュニオ（メサジェ）、1907年6月5日
- 風車の心（Le Cœur du moulin）（セヴラック、1909年12月8日
- スペインの時（ラヴェル）、1911年5月19日
- マルーフ、カイロの靴屋（英語版）（ラボー）、1914年5月15日
- カンテグリ（Cantegril）（ロジェ＝デュカス）、1931年2月6日
- シラノ・ド・ベルジュラック（アルファーノ）、1936年1月22日
- ティレジアスの乳房（プーランク）、1947年6月3日
- 人間の声（プーランク）、1959年2月6日

## 挿話
1981年、三代目市川猿之助ほかが、この劇場で『俊寛』『連獅子』『黒塚』を上演した。

## 参考図書
いろいろなウェブ情報のほか、
- 岸辺成夫：『音楽大事典』、平凡社（1983）ISBN 9784582125009
- 竹原正三：『パリ・オペラ座』、芸術現代社（1994）ISBN 9784874631188